# 汪劲松
汪劲松（1964年—），男，四川万县人，中国机械专家，教授，博士生导师，中共党员，现任四川大学校长。曾任清华大学副校长，电子科技大学校长，西北工业大学校长。

## 生平
1986年获得清华大学机械制造专业工学学士学位。1988年和1991年先后获机械制造专业工学硕士和工学博士学位。
历任清华大学精密仪器与机械学系副系主任、系主任，机械学院副院长，清华大学教务处长、教务长，研究生院副院长、院长。
2004年2月，任清华大学副校长。
2009年6月，任电子科技大学校长。
2013年1月15日，任西北工业大学校长（副部长级）。
2023年2月23日，任四川大学校长（副部长级）、党委副书记。